# Solanum pallidum
Solanum pallidum är en potatisväxtart som beskrevs av Henry Hurd Rusby. Solanum pallidum ingår i släktet skattor som ingår i familjen potatisväxter. Inga underarter finns listade i Catalogue of Life.